# 羅夏 (切爾尼戈夫州)
52°14′4″N 33°12′15″E / 52.23444°N 33.20417°E
羅夏（烏克蘭語：Роща），是烏克蘭的村落，位於該國北部切爾尼戈夫州，由诺夫霍罗德-锡韦尔斯基区負責管轄，面積0.19平方公里，海拔高度173米，2001年人口19，人口密度每平方公里100人。